# منتخب الاتحاد السوفيتي لهوكي الحقل للرجال
منتخب الاتحاد السوفيتي الوطني لهوكي الحقل للرجال هو ممثل الاتحاد السوفيتي الرسمي في المنافسات الدولية في هوكي الحقل .

## تشكيلة المنتخب

### قائمة اللاعبين
- فلاديمير بليشاكوف
- فياتشيسلاف لامبييف
- ليونيد بافلوفسكي
- سوس هايرابتيان
- فاريت زيغانجيروف
- فاليري بلياكوف
- سيرجي كليفتسوف
- أوليج زاغورودنيف
- ألكسندر جوسيف (هوكي الميدان)
- ألكسندر جوسيف
- سيرجي بليشاكوف
- ميخائيل نيشيبورنكو
- مينولا عزيزوف
- ألكسندر سيشيوف
- ألكسندر مياسنيكوف
- فيكتور ديبوتاتوف
- ألكسندر غونشاروف